# Sister Bliss
Sister Bliss (ur. jako Ayalah Deborah Bentovim 30 grudnia 1970 w Londynie) − brytyjska instrumentalistka, kompozytorka, producentka muzyczna i DJ-ka, najbardziej znana jako członkini-współzałożycielka zespołu Faithless.

## Życiorys

### Początki (1987–1995)
Ayalah Deborah Bentowim urodziła się 30 grudnia 1970 roku w Londynie. W wieku pięciu lat zaczęła uczyć się gry na fortepianie, a później także na skrzypcach, saksofonie i kontrabasie. Jej ojciec jest psychiatrą i muzykiem jazzowym. Od najmłodszych lat grała na jego syntezatorach. W połowie lat 80. po raz pierwszy usłyszała muzykę house i wkrótce została DJ-ką. W tym charakterze zadebiutowała w 1987 roku, jako jedna z nielicznych wówczas kobiet w tej specjalności. Występowała w prestiżowych występach w takich klubach jak: Cream, Gallery i Ministry of Sound. Na początku lat 90. tworzyła własne dema. Poznała DJ-a Rollo Armstronga oraz buddyjskiego rapera Maxi Jazza, z którymi nawiązała współpracę. W 1993 roku zadebiutowała jako Sister Bliss singlem „The Future is Now”. Była autorką zawartych na nim utworów i ich współproducentką muzyczną. W roku następnym we współpracy z Rollo wydała singiel „Can't Get A Man, Can't Get A Job (Life's A Bitch)”. Oboje byli autorami zawartych na nim utworów i ich producentami muzycznymi. W 1995 roku oboje wydali kolejny singiel, „Oh! What A World”.

### Faithless (1995–2011)

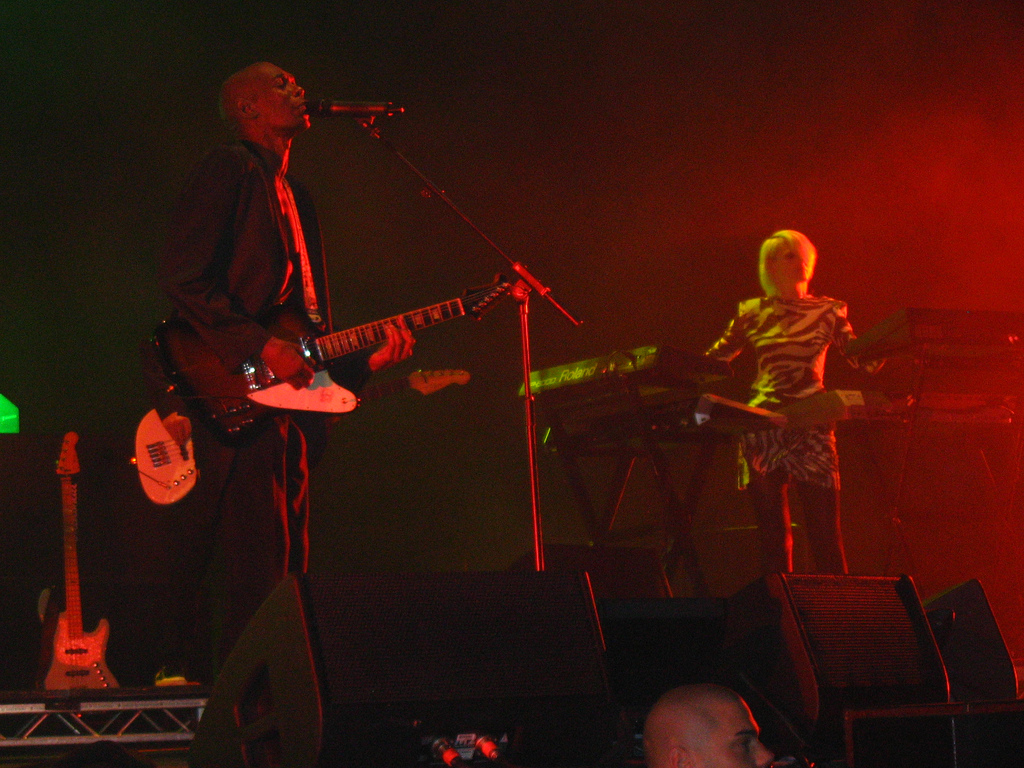
Maxi Jazz i Sister Bliss podczas koncertu Faithless w Budapeszcie (2010)

Współpraca muzyczna i nagraniowa z Maxim Jazzem i Rollo Armstrongiem zaowocowała ostatecznie założeniem zespołu Faithless. Jego pierwszy album, Reverence z 1996 roku i towarzyszący mu singiel „Insomnia” stały się jednymi z najbardziej znaczących hitów muzyki klubowej lat 90. docierając do pierwszej piątki najpopularniejszych nagrań w wielu krajach. Sukcesem okazały się kolejne albumy zespołu: Sunday 8PM z 1998 roku, nominowany do Mercury Prize oraz Outrospective z 2001 roku, który zyskał status platynowej płyty. Jako członkini Faithless Sister Bliss stała się jedną z najpopularniejszych postaci na scenie gatunku electronica w Wielkiej Brytanii. Przez cały ten czas (i później) kontynuowała karierę DJ-ki występując w wielu krajach. Zaczęła komponować muzykę do filmu, telewizji i teatru (w tym piosenkę do filmu Niebiańska plaża Danny’ego Boyle’a. Zbiór największych przebojów zespołu, Forever Faithless – The Greatest Hits został wydany w 2005 roku i sprzedany w liczbie ponad półtora miliona egzemplarzy. W 2010 roku zespół wydał swój ostatni album studyjny, The Dance. W 2011 roku Maxi Jazz zapowiedział na stronie internetowej Faithless, że zespół kończy działalność. W kwietniu 2011 roku Faithless zagrał swoje koncerty na żywo w londyńskiej Brixton Academy. Ukazały się one jako album koncertowy Passing the Baton – Live From Brixton. W trakcie swojej kariery Faithless sprzedał ponad 15 milionów płyt.

### Po 2011
Jednak nawet po rozwiązaniu Faithless jego byli członkowie (oprócz Armstronga) sporadycznie występowali na żywo jako Faithless Sound System. W tym okresie Sister Bliss skomponowała utwory do kilku filmów, w tym do Seks w wielkim mieście 2 z 2010 („Everything to Lose”) i Knife Fight z 2012 roku. W 2012 roku założyła własną wytwórnię płytową, Junkdog Records lansując nowych wykonawców muzyki dance, w tym I Said NO. Z tego samego powodu zaangażowała się w projekt World Electronic Music Contest. Owocem jej sesji nagraniowych z Dido był wydany 4 marca 2013 roku album tej ostatniej Girl Who Got Away. Tego samego dnia Sister Bliss wydała swój singiel „Ain’t There”.